# Bankovní půjčka
Bankovní půjčka je základním úvěrovým produktem poskytovaným bankami klientům, kteří si podají žádost o zápůjčku finančních prostředků. Pro tuto variantu zápůjček banky obvykle vyžadují doklad o pravidelných příjmech žadatele a výpis z rejstříku dlužníků bez jediného záznamu. Na druhou stranu však žadatelé ve srovnání s nebankovními půjčkami získávají na bankovní půjčku obvykle nižší úrokovou sazbu a také výhodnější RPSN (roční procentní sazbu nákladů). Těm, kteří ovšem v bance nemají delší historii, se může naopak vyplatit nebankovní půjčka, kdy ty nejvýhodnější začínají již na úroku od 2,99 %. Odborníci doporučují využít srovnávače půjček nebo si alespoň jednoduše půjčky porovnat mezi sebou.

## Druhy bankovních půjček
Bankovní půjčky mohou nabídnout široké spektrum variant. Žadatelé o půjčku finančních prostředků od bankovních institucí očekávají obvykle vyšší částky v řádech statisíců až miliónů korun. Mezi ty nejčastěji využívané produkty patří:
- Spotřebitelské úvěry, které se dále rozdělují na účelové a neúčelové. V případě účelového úvěru je potřeba dokládat způsob využití požadovaných prostředků a ten při čerpání peněz přesně dodržet. Ve srovnání s úvěry neúčelovými, které lze využít na cokoliv bez přesného dokladování, je výhodou účelových úvěrů zejména nižší průměrná úroková sazba a tedy i vyšší šance na rychlé splacení.[2]
- Hypoteční úvěry, jež jsou nejčastěji využívány na financování bydlení. Obvykle jde o úvěry vyžadující zástavu jiné nemovitosti. Výhodnějších finančních podmínek lze dosáhnout při sjednání klasické hypotéky s doložením účelu půjčky. To znamená například koupě domu či bytu, jeho dostavbu, dovybavení interiéru, modernizaci či přestavbu. V případě žádosti o hypotéku na rekonstrukci stávajícího bydlení, musí být minimální výše úvěru alespoň 200 tisíc korun. V případě neúčelové, tzv. americké hypotéky není nutno dokladovat konkrétní účel využití prostředků. Půjčit si tak lze prakticky na cokoliv. Stejně jako u klasické hypotéky platí, že i zde je potřeba dát do zástavy nemovitost odpovídající hodnoty. V případě americké hypotéky je ve srovnání s tou klasickou potřeba počítat s vyšší úrokovou sazbou.[3]
- Konsolidace úvěrů, o kterou lze zažádat v případě, kdy klient již splácí několik půjček u bankovních i nebankovních institucí, ale nezvládá je splácet. V rámci konsolidace lze snížit měsíční splátky, což ale souvisí s prodloužením doby splácení. Pozitivním faktem je také zvýšení přehlednosti o splácení dluhu, protože se z několika malých půjček stane jedna jediná. Klient tedy ihned zjistí, kolik mu celkem ještě zbývá doplatit.
- Refinancování půjčky se na rozdíl od konsolidace týká vždy jediného závazku s vyšší hodnotou. Účelem refinancování je získání lepších podmínek u jiného bankovního, ale i nebankovního ústavu. Úspěšný žadatel o refinancování nejčastěji získává nižší úrokovou sazbu, delší dobu splácení, možnost odložení měsíčních splátek či možnost splacení části půjčky i v období fixace úrokové sazby. K refinancování se nejčastěji přistupuje u hypoték. O refinancování hypotéky lze zažádat bezprostředně před skončením doby fixace úrokové sazby.
- Kontokorent sjednaný k běžnému účtu v bance umožňuje čerpat prostředky do minusu. Tuto možnost nabízí většina bankovních institucí, rozdíly jsou pouze v procentní úrokové sazbě a dalších poplatcích. U některých bank lze získat kontokorent zcela zdarma. Podmínkou je však vrácení prostředků v předem určeném termínu, obvykle jde o 30 nebo 60 dní.[4]

## Doklady potřebné k žádosti o bankovní půjčku
Bankovní instituce v případě žádosti o půjčku obvykle postupují striktně v souladu s novelou zákona o spotřebitelském úvěru ze dne 1. 12. 2016, která výrazně zpřísnila podmínky pro poskytování půjček bankami i nebankovními institucemi, které musí podrobně prověřit finanční situaci žadatele a také jeho schopnost půjčku splácet. Banky ve srovnání s nebankovními poskytovateli půjček postupují v rámci prověřování žadatele velice detailně a získat od nich půjčku je tak mnohem složitější.
K tomu, aby mohly banky prověřit bonitu žadatele o půjčku, vyžadují obvykle tyto dokumenty:
- Potvrzení zaměstnavatele o výši průměrného čistého měsíčního příjmu za poslední 3 měsíce.
- Doklad o tom, že žadatel není ve zkušební době nebo výpovědní lhůtě, který opět vyhotovuje zaměstnavatel.
- Výplatní pásky za poslední 3 měsíce potvrzené od zaměstnavatele.
- Pravidelný měsíční příjem poukazovaný na účet banky za poslední 3 měsíce s možností jednoznačného zjištění původu prostředků.
- Dokument prokazující přiznání důchodu.

Nutností je také prokázání se alespoň dvěma doklady totožnosti. Ve většině případů plně postačuje občanský průkaz a k němu například řidičský průkaz, rodný list, cestovní pas nebo průkazka zdravotní pojišťovny. Doklad o nepřítomnosti v rejstříku dlužníků obvykle není potřeba, banky si bezdlužnost žadatele ověří samy.